# Loxostegopsis
Loxostegopsis é um gênero de mariposa pertencente à família Crambidae.